# Ddakji

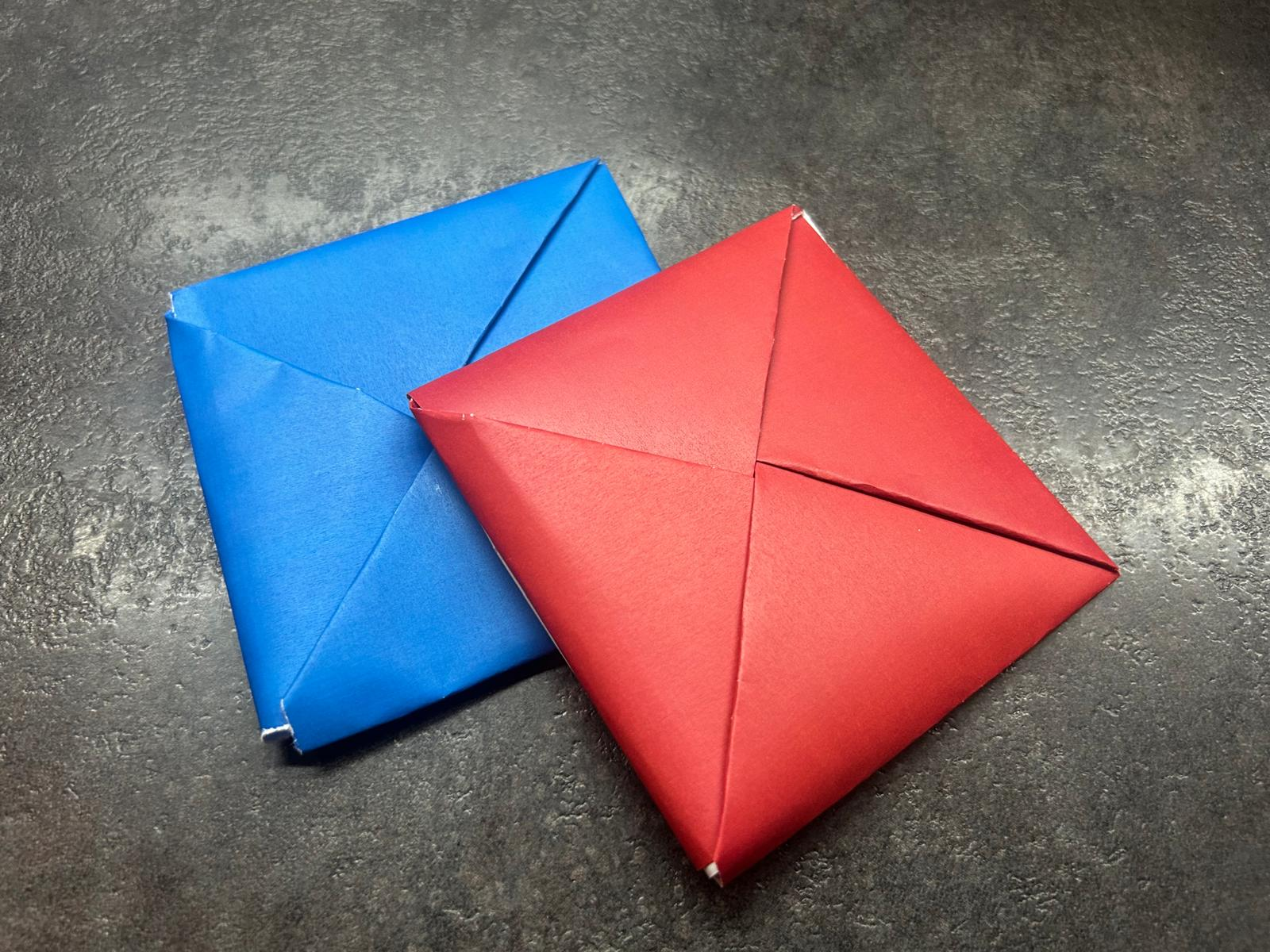
Reproduction des ddakji vus dans la série télévisée Squid Game, en bleu et rouge.

Le ddakji, ou ttakji (hangeul : 딱지), est un jeu coréen joué par deux joueurs ou plus. Le ddakji est construit en pliant deux morceaux de papier carrés ensemble pour former un carré. Comme pour les pogs, le jeu est gagné en retournant le ddakji de l'autre joueur posé au sol en lançant dessus un ddakji.

## Dans la culture populaire
L'émission de télévision sud-coréenne Running Man présente occasionnellement le ddakji dans ses missions,. Le jeu est également présenté dans le premier épisode de la saison 1 de la série télévisée Squid Game diffusée sur Netflix, ainsi que dans plusieurs épisodes de la saison 2.